# Close Combat : Un pont trop loin
Close Combat : Un pont trop loin (Close Combat: A Bridge Too Far) est un jeu vidéo de tactique en temps réel développé par Atomic Games et édité par Microsoft, sorti en 1997 sur Windows et Mac OS.

## Accueil
| Close Combat : Un pont trop loin |      |       |
| Média                            | Nat. | Notes |
| Computer Gaming World            | US   | 4.5/5 |
| GameSpot                         | US   | 91 %  |
| Gen4                             | FR   | 5/5   |
| Joystick                         | FR   | 86 %  |
| PC Gamer UK                      | GB   | 86 %  |
| PC Jeux                          | FR   | 88 %  |

Comme son prédécesseur, Close Combat : Un pont trop loin se vend à environ 200 000 exemplaires.